# Stenoterommata palmar
Stenoterommata palmar är en spindelart som beskrevs av Pablo A. Goloboff 1995. Stenoterommata palmar ingår i släktet Stenoterommata och familjen Nemesiidae. Inga underarter finns listade i Catalogue of Life.